# 南山创业路中心天桥
南山创业路中心天桥是中国广东省深圳市南山区位于创业路与南海大道交界处的一座人行天桥，也是深圳市最长的人行天桥，由中国第十九冶金建设公司承建，于2008年4月落成。整座桥全长380米，设置有9部自动扶梯，4部升降梯和6个步梯，造价约4000万元人民币。南山创业路中心天桥曾经因为电梯不投入使用、电梯扶手带电等而受到质疑。